# 酸化プロトアクチニウム(V)
酸化プロトアクチニウム(V)は式Pa2O5で表される化合物。水素で還元するとPaO2が形成される。1927年、Aristid V. Grosseが初めてPa2O5を2mg調製した。濃HNO3に溶解しないが、HFとHF + H2SO4の混合物に溶解し、高温でアルカリ金属とアルカリ土類金属の固体酸化物と反応する:195。
他のプロトアクチニウムの化合物と同様に放射性があり、有毒で非常に珍しいため、技術的用途は非常に限られている。0.005–0.52%のPa2O5でドープされたNb, Mg, Ga, Mnの混合酸化物は、セラミックキャパシタの高温誘電体（最大1300 °C）として使用されている:189。